# Aeródromo Puerto Cisnes
El Aeródromo Puerto Cisnes (OACI: SCPK) es un terminal aéreo ubicado 4 kilómetros al sur de la localidad de Puerto Cisnes, Provincia de Aysén, Región de Aysén, Chile. Este aeródromo es de carácter público.